# بورتون أوبراين
بورتون أوبراين (بالإنجليزية: Burton O'Brien)‏ (10 يونيو 1981 بجوهانسبرغ في جنوب أفريقيا - ) هو لاعب كرة قدم جنوب أفريقي في مركز الوسط. شارك مع منتخب اسكتلندا تحت 21 سنة لكرة القدم. أما مع النوادي، فقد لعب مع بلاكبيرن روفرز وشيفيلد وينزداي ونادي سانت ميرين ونادي فالكيرك ونادي ألوا أثليتيك ونادي ليفينغستون لكرة القدم.

## وصلات خارجية
- بورتون أوبراين على موقع إي إس بي إن إف سي (الإنجليزية)
- بورتون أوبراين على موقع قاعدة بيانات كرة القدم.إي يو (الإنجليزية)
- بورتون أوبراين على موقع Soccerbase.com (لاعب) (الإنجليزية)